# Robert Owens
Robert Owens (17 augustus 1961) is een Amerikaanse zanger die veel gevraagd is voor gastbijdragen in houseplaten. Hij is een van de weinige mannelijke vocalisten in de dancescene die daarin al vele jaren zichtbaar is. Hij heeft samengewerkt met namen als Frankie Knuckles, David Guetta, Coldcut en Photek. Owens is ook actief als dj, waarbij hij ook tijdens dj-sets zijn zangkunsten laat horen.

## Biografie
Owens raakte in de jaren tachtig betrokken bij de housescene van Chicago als zanger van de formatie Fingers Inc. samen met Larry Heard en Ron Wilson. Hij is te horen op singles als Bring down the walls (1986) en Mystery of love. In 1998 viel de groep echter uiteen, waarna Owens zijn eigen weg ging. In 1989 was hij als zanger te gast in het nummer Tears van Frankie Knuckles en Satoshi Tomiie. Hij nam ook het album Rhythms in me (1990) op, maar dat werd geen succes doordat de housescene van Chicago op dat moment alweer aan het doodbloeden was.
In 1991 kwam hij met het nummer I'll be your friend, dat hij samen met David Morales, Eric Kupper en ook Satoshi Tomiie, uit New York opnam. Het nummer bereikte de eerste plek van de Amerikaanse dancelijst. De jaren daarna verschenen er nog meerdere singles. Zo werkte hij in 1994 samen met de toen nog volslagen onbekende David Guetta aan het nummer Up & Away. Ook verscheen het jazzy album The Statement. Daarna verliet hij de muziekscene een tijdje om een christelijke boekenzaak te beginnen.
In 1996 liet Owens echter weer van zich horen met het nummer Ordinary people. In 2000 stond Owens weer in de aandacht door de hit van drum-and-bassproducer Photek, met wie hij het nummer Mine to give opnam. Hiermee bereikte hij voor het eerst sinds 1991 de top van de Amerikaanse dancelijst. Ook zijn bijdrages op Low life van Layo & Bushwacka! en My Dreams van London Elektricity maakten Owens nog populairder. De jaren daarop was hij nog vele malen te gast zoals bij Coldcut, Ron Trent en bij Sandy Rivera. Ook maakte hij de albums Night-time story (2007) en Art (2010).
- Bibliothèque nationale de France: cb13971021s (data)
- Gemeinsame Normdatei: 135203872
- International Standard Name Identifier: 0000 0000 5515 5326
- Library of Congress Control Number: n2008074937
- MusicBrainz: 0698b547-b992-4edf-a244-18eed7cdba98
- Virtual International Authority File: 5125415
- WorldCat: E39PBJgCKq7VGBC8CMDrhpDTHC